# Sinfonía n.º 4 (Schumann)

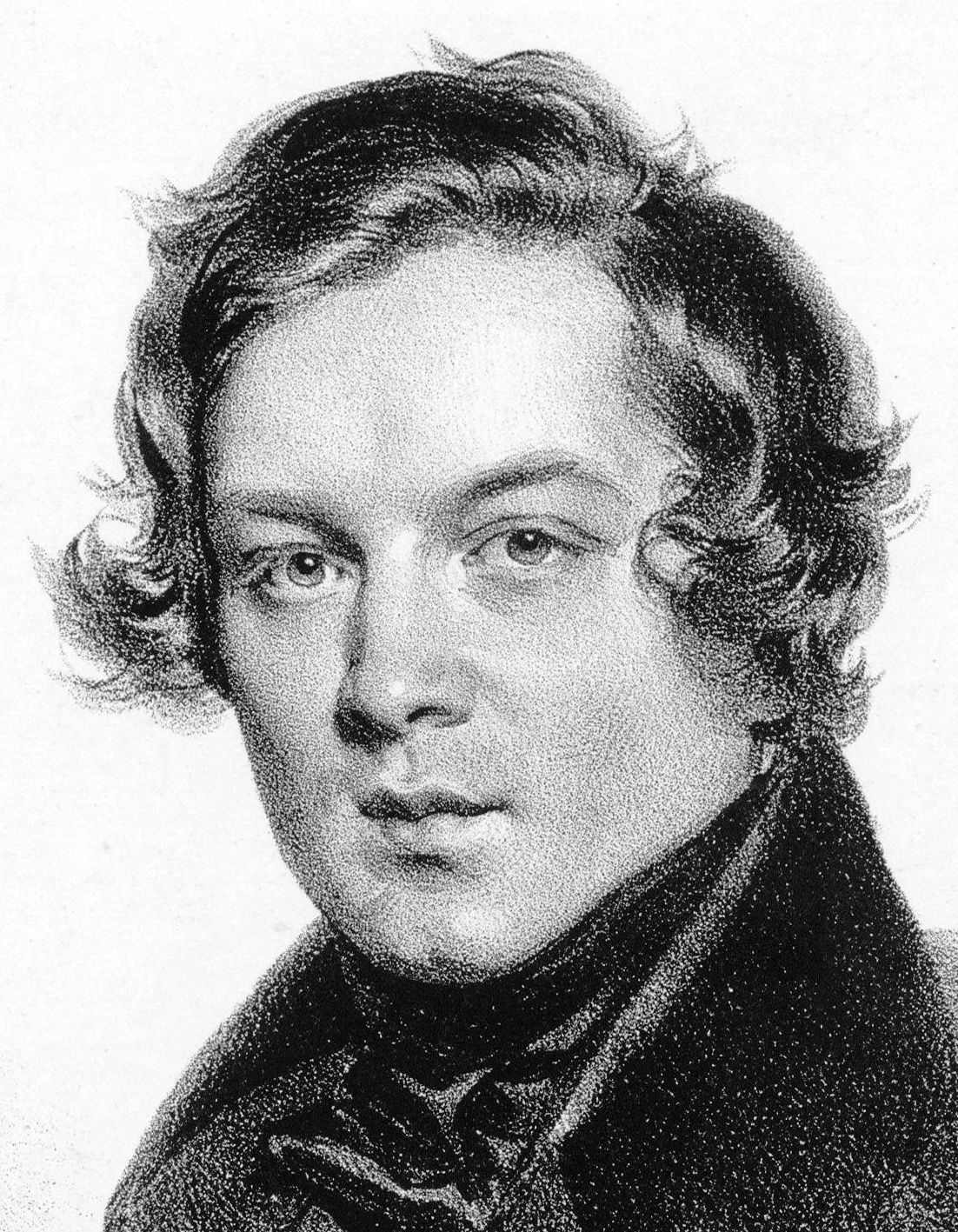
Robert Schumann en 1839.

La Sinfonía n.º 4 en re menor, Op. 120 fue compuesta por Robert Schumann en 1841. Fue revisada y reorquestada por el propio compositor en 1851.

## Historia
Schumann prefería la versión revisada por varias razones: además de la orquestación, revisó la estructura de la pieza de forma particularmente efectiva para enfatizar la relación de las distintas partes: así, borró el coral de metales que iniciaba el tercer movimiento y reformó las transiciones de la sección Lebhaft del primer movimiento y el finale. En una carta del 3 de mayo de 1853 a Johannes Verhust, se refería a la versión revisada como «... mejor y más efectiva...» que la versión anterior.
La viuda de Robert, Clara Schumann, escribió posteriormente en la primera página de la partitura — tal y como se publicó en 1882 como parte de las obras completas de su marido (Robert Schumanns Werke, Herausgegeben von Clara Schumann, publicado por Breitkopf & Härtel) — que la sinfonía fue apenas esbozada en 1841 y que solo fue orquestada completamente (vollständig instrumentiert) en 1851. Sin embargo, esto no era cierto y, de hecho, Johannes Brahms (que tenía en mucha mejor estima la primera versión), intentó publicar la primera versión con la ayuda del director de orquesta Franz Wüllner; pero en su revisión se realizaron tantos cambios que el resultado acabó siendo un híbrido de las dos versiones, publicándose en 1891.
La primera versión de esta sinfonía se mantuvo olvidada durante casi todo el siglo XX. En 2003 el musicólogo Jon Finson realizó una edición crítica del manuscrito original, publicada por Breitkopf y Härtel. 

### Versión original de 1841
El año 1841 es denominado por el musicólogo John Daverio como el «año sinfónico» en lo que a la producción de Schumann respecta. En 1839, tras mostrar su incomodidad y frustración con las limitaciones que suponía la composición exclusiva para piano, Clara Schumann (en aquel entonces Clara Wieck) le anima a escribir para orquesta, alegando que el piano le impedía desarrollar su imaginación y no le permitía mostrar su «grandeza de espíritu». En 1840, tras su boda, el compositor escribe varios ciclos de lieder, algunos de ellos (como Dichterliebe o Frauenliebe und -leben) de los más famosos de su producción, para volcarse en la producción sinfónica durante el año siguiente.

#### Composición
El 31 de marzo de 1841 se estrena en Leipzig bajo la batuta de Félix Mendelssohn la primera sinfonía de Schumann, siendo un gran éxito, lo cual anima al compositor a dedicarse casi exclusivamente al género sinfónico durante todo el año. En abril comienza a trabajar en su segunda obra orquestal, sin un título, formada por una Obertura, Scherzo y Finale; en mayo compone una Fantasía para piano y orquesta (revisada en 1845 y publicada posteriormente como su Concierto para piano en la menor Op. 54), y entre mayo y octubre compone la que en aquel entonces sería su segunda sinfonía: el 31 de mayo Clara anota en su diario que Schumann ha comenzado a componer una sinfonía en un solo movimiento, el 7 de junio comienza la instrumentación, y el 1 de agosto Schumann anota en su cuaderno que ha terminado su segunda sinfonía. El 28 de agosto revisa la orquestación, y el primer movimiento queda terminado tres días después. Los movimientos centrales se definen entre el 2 y el 4 de septiembre, y el último movimiento entre el 6 y el 9 del mismo mes, terminando el borrador de la sinfonía varios días después. Un mes más tarde, la obra es orquestada y pulida, considerando su finalización el 4 de octubre.

#### Estreno y recepción
La obra fue estrenada en Leipzig el 6 de diciembre de 1841 bajo la batuta de Ferdinand David, en un concierto benéfico que había sido propuesto a Clara en honor a Franz Liszt . El programa constaba de dos partes: en la primera el estreno de la Obertura, Scherzo y Finale de Schumann, un Capriccio para piano y orquesta de Mendelsohn, un Aria de Mozart y la Fantasía sobre temas de Lucía de Lammermoor de Liszt. La segunda parte comenzaba con la «Segunda» sinfonía de Schumann, un Preludio y Fuga de Bach, un Allegretto a cuatro manos de Bennett, un Estudio en do menor de Chopin, el lied Die beiden Grenadiere de Schumann, y finalmente el dúo de pianos Hexameron, interpretado por Liszt y Clara. 
Las críticas hacia las obras de Schumann fueron diversas. Al público le desconcertaron las novedades formales introducidas por el compositor en el género sinfónico, que en la época tenía sus propios códigos preestablecidos; y los críticos, reconocieron su creatividad y talento, pero mostraron diferentes opiniones en cuanto a la calidad de la obra, hablando en algunos casos de una falta de madurez y cohesión. Schumann, por su parte, estaba seguro de la calidad de sus composiciones, aunque se mostraba desilusionado con la frialdad por parte del público, achacándolo a una mala estrategia de programación y a la ausencia de Mendelssohn como director

#### Intento de edición
Pese a la poca aceptación por parte del público, Schumann intentó publicar la Sinfonía en re menor inmediatamente, acudiendo a la editorial Breitkopf y Härtel de Leipzig, pero los editores rechazaron la propuesta, puesto que ya estaban comercializando la Primera Sinfonía, y la publicación de otra obra del mismo género con tan poco tiempo de diferencia podía perjudicar a las ventas. Años más tarde lo volvería a intentar con la editorial Peters, intentando vender la sinfonía como Segunda Sinfonía Op. 50, junto al Dichterliebe y la Fantasía para piano y orquesta en la menor, pero Peters solo aceptó el ciclo de lieder.

### Revisión de 1851
Schumann realizó el proceso de revisión en tan solo una semana, en diciembre de 1851, realizando cambios de orquestación bastante importantes, y arreglando también contenido musical en numerosas partes, además de cambiar completamente el planteamiento rítmico y de compás de los movimientos externos, y cambiar todos los tempi originales (en algunos casos simplemente traduciendo del italiano al alemán, y en otros, transformándolos en tempi más lentos). Casi un año más tarde, el compositor terminó de arreglar la versión para piano a cuatro manos, dando por cerrado el proceso de revisión. La llamada «Segunda versión» sería publicada en 1853 como Cuarta Sinfonía Op. 120, dando lugar al primer caso de revisión a gran escala de una sinfonía por parte de su compositor en la Historia de la Música.
El 2 de septiembre de 1850, Schumann llegó a Düsseldorf, donde su amigo el compositor y pianista Ferdinand Hiller le había ofrecido su puesto como Director Musical Municipal. Su trabajo iba desde programación de varios conciertos por suscripción al año, hasta la dirección en ensayos y conciertos de la orquesta y el coro municipales, además de servicios en algunas iglesias católicas. Este nuevo puesto estimuló a Schumann para escribir el que sería el mayor éxito en vida del compositor: la Tercera Sinfonía «Renana» Op. 97, que compuso durante los meses siguientes a su llegada a la pequeña ciudad alemana, y que se estrenó bajo su dirección el 6 de febrero de 1851.

#### Causas de la revisión
El gran éxito de su recién estrenada sinfonía junto con su publicación en octubre del mismo año, animó al autor a ampliar su producción sinfónica. Además, tras la temprana muerte de Norbert Burgmüller, Schumann comenzó a trabajar (seguramente a petición de los familiares, ya que ambos compartían amistad con Mendelssohn) en una Sinfonía que este había dejado incompleta, y de la que solo se había publicado su primer y segundo movimiento, como Sinfonía n.º 2 en re mayor Op. 11. El Scherzo estaba medio orquestado, y el movimiento final solo estaba parcialmente esbozado. Todo esto, junto al apoyo e insistencia de Clara, hizo que retomase la obra de 1841, de cuya calidad nunca había dudado, y en diciembre de 1851, deja de lado la Sinfonía de Burgmüller para trabajar de nuevo en su Sinfonía en re menor.

#### Estreno y recepción
Pese al intenso trabajo realizado, la Sinfonía no pudo ser estrenada durante 1852 debido al mal estado de salud del compositor, y el estreno de la segunda versión tuvo lugar el 3 de marzo de 1853 en Düsseldorf, dirigida por el propio Schumann, e incluida en el séptimo concierto de la temporada de la Allgemeiner Musikverein, en la sala Geislerscher Saal, teniendo una buena recepción por parte de público y crítica. Aunque esto ya supuso un pequeño triunfo, la nueva versión de la sinfonía obtuvo un éxito total dos meses más tarde, el 15 de mayo, durante la 31.ª edición del Festival de Música del Bajo Rin, el cual era un importante evento musical que atraía a un público especializado de todas partes de Europa. En esta ocasión se celebraría en Düsseldorf del 15 al 17 de mayo, y Schumann tendría bastante protagonismo en él, ya que además de la Cuarta Sinfonía, también se estrenaría su Concierto para piano y orquesta Op. 54, interpretado por Clara. 
La segunda versión entusiasmó al público, y apenas hubo malas críticas (las cuales iban dirigidas sobre todo a la calidad de Schumann como director), siendo alabada desde todos los puntos de vista, convirtiéndose en una de sus obras más aclamadas, y contribuyendo durante las siguientes décadas a hacer cada vez más famoso y respetado el nombre del compositor. Solo entre octubre de 1853 y finales de 1894, la obra se había interpretado por lo menos en sesenta y cinco ocasiones, por toda Europa y los Estados Unidos. A finales del siglo XIX la obra era ampliamente conocida en Alemania, y se había interpretado por lo menos en cinco países del extranjero, incluyendo Austria (Viena y Salzburgo), Checoslovaquia, Inglaterra y Francia.
Encontrar un editor interesado en la obra no supuso problema alguno, y la obra fue publicada en noviembre de 1853 por la editorial Breitkopf y Härtel, junto a la reducción para cuatro manos.

### Brahms y la cuarta sinfonía
Treinta años después de la muerte de Schumann, Brahms empezó a sentirse muy interesado por la primera versión de la Cuarta Sinfonía. Tras estudiarla detenidamente, se encontró más atraído por esta, afirmando que era «perfectamente natural», y que en la segunda versión «uno tiene la sensación de que la alegría no llega tan fácilmente, y que la vista y el oído están siempre a punto de protestar». Durante los siguientes años Brahms encargó la confección de una copia paralela de las dos versiones donde se podían comparar compás a compás las diferencias entre ambas, que aún se conserva en el archivo de la Gesellschaft der Musikfreunde, en Viena.
En 1888 y sin el consentimiento de Clara Schumann, Brahms comenzó a elaborar un proyecto junto con el compositor y director de orquesta Franz Wüllner, interpretando bajo la batuta de este la primera versión en octubre de 1889, en Colonia. Como el público recibió la obra con gran entusiasmo, Wüllner propuso a Brahms la publicación de la primera versión, a lo que Brahms accedió entusiasmado. Pese a preferir la primera versión, ambos coincidían en que algunos pasajes de la versión de 1851 eran mejores que en la versión de 1841, así que Brahms sugirió a Wüllner incorporar estos elementos a la nueva edición. Aunque en principio Wüllner rechazó las ideas del alumno de Schumann, acabó incluyendo varias modificaciones con la intención de mejorar la obra, que hicieron que ésta se alejase aún más de la primera versión. 
La partitura híbrida de la versión de 1841 fue publicada por Bretikopf y Härtel en 1891 con numerosos cambios de articulación, fraseo y dinámicas, añadiéndose incluso algunos doblajes y contrapuntos de la versión de 1851.

## Instrumentación
La partitura está escrita para una orquesta formada por:
- Viento madera: 2 flautas, 2 oboes, 2 clarinetes, 2 fagotes.
- Viento metal: 4 trompas, 2 trompetas, 3 trombones.
- Percusión: timbales.
- Cuerda: una sección de cuerdas con violines I y II, violas, violonchelos y contrabajos.

## Estructura y análisis
La obra consta de cuatro movimientos con algunas diferencias según la versión:
Versión original de 1841:
- I. Andante con moto – Allegro di molto, en re menor.
- II. Romanza. Andante, en la menor.
- III. Scherzo. Presto, en re menor.
- IV. Largo – Finale. Allegro vivace, en re menor.

Versión revisada de 1851:
- I. Ziemlich langsam – Lebhaft, en re menor.
- II. Romanze. Ziemlich langsam, en la menor.
- III. Scherzo. Lebhaft – Trio, en re menor.
- IV. Langsam – Lebhaft, en re menor.

La interpretación de la obra dura aproximadamente treinta minutos. La versión original de 1841 llevaba indicaciones de tempo en italiano.

## Discografía selecta
- 1971 – Rafael Kubelík, Orquesta Filarmónica de Berlín (DG 2709 034).
- 1972 – Herbert von Karajan, Orquesta Filarmónica de Berlín (DG 2740 129).
- 1996 – George Szell, Orquesta de Cleveland (Sony Classical MH2K 62319).
- 1997 – Leonard Bernstein, Orquesta Filarmónica de Viena (DG 453 049-2).
- 1998 – John Eliot Gardiner, Orquesta de la Revolucionaria y Romántica (Archiv Produktion 457591).
- 2002 – Wolfgang Sawallisch, Orquesta Estatal Sajona de Dresde (EMI Classics 5 67768-2).
- 2004 – David Zinman, Orquesta de la Tonhalle de Zúrich (Arte Nova Classics 82876 57743 2; BMG Classics 82876 57743 2).